# Guilladje
Guilladje este o comună rurală din departamentul Boboye, regiunea Dosso, Niger, cu o populație de 20.955 de locuitori (2001).